# Notitia Arnonis
Die Notitia Arnonis (‚Aufzeichnung Arns‘), bisweilen auch Indiculus Arnonis oder Congestum Arnonis, ist ein Verzeichnis von Schenkungen der bairischen Herzöge und anderer Adliger an die Erzdiözese Salzburg seit dem beginnenden 8. Jahrhundert. Die Zusammenstellung stammt aus der Zeit um 790 und wurde für Arn, seit 785 Bischof von Salzburg, erstellt.
Sie entstand also kurz nach dem Übergang der Herrschaft über Bayern von den Agilolfingern an die fränkischen Karolinger im Jahr 788. Es bestand also Bedarf, die vorfränkischen Besitzungen zu sichern, zumal einige der Großen sich offenbar bereits Kirchengut angeeignet hatten. Dabei passte man sich sprachlich den fränkischen Gebräuchen insofern an, als Bajuwarismen vermieden wurden. So erscheinen die Zeugen, statt wie unter den Agilolfingern üblich fein differenzierend, bloß als „bayerische Freie“.
Mit der Kompilation der Notitia wurde ein gewisser Benedikt beauftragt, der aber nur die unmittelbar herzoglichen Donationen wie die sogenannten Konsensschenkungen aufnahm. Das Verzeichnis nennt viele Ortsnamen, Siedlungen und Kirchen in Süddeutschland und Österreich zum ersten Mal.
Karl der Große bestätigte den Kirchenbesitz, indem er die registrierten Chartae in der Form der Notitia pauschal anerkannte. Bischof Arn erlangte – wohl im Dezember 791 – eine entsprechende Urkunde Karls, wobei er den Eindruck vermittelte, er habe auch selbst Befragungen (inquisitiones) sehr alter, wahrheitsliebender, adliger Männer durchführen lassen. Deren 52 Namen – erst die Kleriker, dann die Laien – wurden einzeln aufgeführt. Herwig Wolfram widerlegte die Behauptung, dass eine solche Befragung durchgeführt worden wäre.
Karl veranlasste 798 die Erhebung Arns zum Erzbischof und zum Metropoliten der Salzburger Kirchenprovinz durch Papst Leo III. Arn ließ um 798/800 noch ein weiteres Güterverzeichnis, die Breves Notitiae, anfertigen. Über die bloße Aufstellung der Güter hinaus finden sich darin weiterführende historische Informationen zu den bayerischen Herzögen und zu den Salzburger Bischöfen.
Die Notitia Arnonis, von Friedrich Keinz auch als Indiculus Arnonis bezeichnet, ist in vier vollständigen Abschriften überliefert, deren älteste in der Mitte des 12. Jahrhunderts entstand. 

## Editionen
- Friedrich Keinz (Hrsg.): Indiculus Arnonis und Breves Notitiae Salzburgenses, nach den bekannten und nach bisher unbenützten Handschriften neu herausgegeben und mit Erläuterungen versehen, E. A. Fleischmann’s Buchhandlung, München 1869 (Digitalisat).
- Fritz Lošek: Notitia Arnonis und Breves Notitiae. Die Salzburger Güterverzeichnisse aus der Zeit um 800: Sprachlich-historische Einleitung, Text und Übersetzung. In: Mitteilungen der Gesellschaft für Salzburger Landeskunde. Band 130, 1989, S. 5–192 (zobodat.at [PDF]).